# Augusto Max
Augusto Max (San Miguel de Tucumán, 1992. augusztus 10. –) argentin labdarúgó, posztját tekintve középpályás, a Diósgyőri VTK játékosa.

## Pályafutása

### Klubcsapatokban
Pályafutását a Newell’s Old Boys csapatában kezdte, majd ezt követően csatlakozott a San Martín de Tucumánhoz, ahol 2008-ban mutatkozott be a felnőttek között az argentin másodosztályban. A 2012–2013-as és a 2013–2014-es szezonban összesen harminckét bajnoki mérkőzésen kapott játéklehetőséget. 2014-ben rövid ideig az Atlético Tucumán játékosa volt, ezt követően a Club Atlético Mitre csapatában folytatta pályafutását. Az argentin harmadosztályban szereplő klubnál egy idényt töltött, majd a másodosztályú Juventud Unida szerződtette. Alapember volt a csapatban, amelynek színeiben a 2016–2017-es idényben harmincegy bajnokin egy gólt szerzett.
A következő szezont megelőzően a szintén másodosztályú Quilmes labdarúgója lett. Két idényt töltött a csapatnál, ezalatt negyvenhárom bajnokin lépett pályára. 2019. május 9-én a görög élvonalban szereplő Vólosz igazolta le. A 2019–2020-as bajnokságban huszonnégyszer lépett pályára a klub színeiben. 2020 nyarán a Diósgyőri VTK labdarúgója lett.

## Statisztika
Frissítve: 2020. július 29.
| Klub                | Szezon         | Bajnokság          | Bajnokság     | Bajnokság | Országos kupa | Országos kupa | Ligakupa      | Ligakupa | Nemzetközi kupa | Nemzetközi kupa | Egyéb         | Egyéb | Összesen      | Összesen |
| Klub                | Szezon         | Bajnokság          | Pályára lépés | Gól       | Pályára lépés | Gól           | Pályára lépés | Gól      | Pályára lépés   | Gól             | Pályára lépés | Gól   | Pályára lépés | Gól      |
| ------------------- | -------------- | ------------------ | ------------- | --------- | ------------- | ------------- | ------------- | -------- | --------------- | --------------- | ------------- | ----- | ------------- | -------- |
| San Martín          | 2009–10        | Primera B Nacional | 1             | 0         | 0             | 0             | —             | —        | —               | —               | 0             | 0     | 1             | 0        |
| San Martín          | 2010–11        | Primera B Nacional | 1             | 0         | 0             | 0             | —             | —        | —               | —               | 0             | 0     | 1             | 0        |
| San Martín          | 2011–12        | Torneo Argentino A | 0             | 0         | 0             | 0             | —             | —        | —               | —               | 0             | 0     | 0             | 0        |
| San Martín          | 2012–13        | Torneo Argentino A | 9             | 0         | 0             | 0             | —             | —        | —               | —               | 6             | 0     | 15            | 0        |
| San Martín          | 2013–14        | Torneo Argentino A | 23            | 0         | 1             | 0             | —             | —        | —               | —               | 4             | 0     | 28            | 0        |
| San Martín          | Összesen       | Összesen           | 34            | 0         | 1             | 0             | —             | —        | —               | —               | 10            | 0     | 45            | 0        |
| Tucumán             | 2014           | Primera B Nacional | 1             | 0         | 0             | 0             | —             | —        | —               | —               | 0             | 0     | 1             | 0        |
| Club Atlético Mitre | 2015           | Torneo Federal A   | 21            | 0         | 0             | 0             | —             | —        | —               | —               | 2             | 0     | 23            | 0        |
| Juventud Unida      | 2016           | Primera B Nacional | 8             | 0         | 0             | 0             | —             | —        | —               | —               | 0             | 0     | 8             | 0        |
| Juventud Unida      | 2016–17        | Primera B Nacional | 31            | 1         | 0             | 0             | —             | —        | —               | —               | 0             | 0     | 31            | 1        |
| Juventud Unida      | Összesen       | Összesen           | 39            | 1         | 0             | 0             | —             | —        | —               | —               | 0             | 0     | 39            | 1        |
| Quilmes             | 2017–18        | Primera B Nacional | 19            | 0         | 0             | 0             | —             | —        | —               | —               | 0             | 0     | 19            | 0        |
| Quilmes             | 2018–19        | Primera B Nacional | 24            | 1         | 0             | 0             | —             | —        | —               | —               | 0             | 0     | 24            | 1        |
| Quilmes             | Összesen       | Összesen           | 43            | 1         | 0             | 0             | —             | —        | —               | —               | 0             | 0     | 43            | 1        |
| Vólosz              | 2019–20        | Görög Szuperliga   | 24            | 0         | 4             | 0             | —             | —        | —               | —               | 0             | 0     | 28            | 0        |
| Karrier összes      | Karrier összes | Karrier összes     | 162           | 2         | 5             | 0             | —             | —        | —               | —               | 12            | 0     | 179           | 2        |